# Gary McCabe
Gary McCabe (Dublino, 1º agosto 1988) è un calciatore irlandese, centrocampista del Kilnamanagh.

## Carriera
Ha giocato nella prima divisione irlandese.
In carriera ha totalizzato complessivamente 5 presenze ed una rete in Europa League, oltre a 9 presenze ed una rete nei turni preliminari della medesima manifestazione ed a 2 presenze ed una rete nei turni preliminari di Champions League.

## Palmarès

### Club

#### Competizioni nazionali
- Coppa d'Irlanda: 1

Sligo Rovers: 2015
- Coppa di Lega irlandese: 2

Sligo Rovers: 2010
Shamrock Rovers: 2013
- Campionato irlandese: 1

Shamrock Rovers: 2011